# ラッセル・カヌーズ
ラッセル・カヌーズ（Russell Canouse、1995年6月11日 - ）は、アメリカ合衆国出身のサッカー選手。D.C. ユナイテッド所属。ポジションはMF。

## クラブ経歴
10代でニューヨーク・レッドブルズのアカデミーに入団。その後、ドイツに渡りTSG1899ホッフェンハイムのユースチームに加入した。2016年3月12日のVfLヴォルフスブルク戦でトップチームデビュー。
2016–17シーズンはVfLボーフムにレンタル移籍した。
2017年8月、母国アメリカに帰国しD.C. ユナイテッドと契約を結んだ。

## 代表
U-20アメリカ代表歴がある。2015年のCONCACAF U-20選手権ではチームキャプテンを務めた。 2015 FIFA U-20ワールドカップの参加メンバーにも選ばれたが、負傷のため辞退した。
2018年1月8日、ボスニア・ヘルツェゴビナ代表との親善試合でフル代表チームの招集を受けた。

## 人物
既婚者。不動産の販売資格も所有している。